# Kanton Saint-Pierre-sur-Dives
Saint-Pierre-sur-Dives is een voormalig kanton van het Franse departement Calvados. Het kanton maakte deel uit van het arrondissement Lisieux tot het op 22 maart 2015 werd opgeheven en gemeenten werden opgenomen in het aangrenzende kanton Livarot. Op 1 januari 2017 fuseerden de gemeenten van het voormalige kanton tot de commune nouvelle Saint-Pierre-en-Auge.

## Gemeenten
Het kanton Saint-Pierre-sur-Dives omvatte de volgende gemeenten:
- Boissey
- Bretteville-sur-Dives
- Hiéville
- Mittois
- Montviette
- L'Oudon
- Ouville-la-Bien-Tournée
- Sainte-Marguerite-de-Viette
- Saint-Georges-en-Auge
- Saint-Pierre-sur-Dives (hoofdplaats)
- Thiéville
- Vaudeloges
- Vieux-Pont-en-Auge